# Tipula sessilis
Tipula sessilis är en tvåvingeart som beskrevs av Edwards 1921. Tipula sessilis ingår i släktet Tipula och familjen storharkrankar. Inga underarter finns listade i Catalogue of Life.